# پنجه‌دندان‌سانان
پنجه‌دندان‌سانان (نام علمی: Onychodontiformes) نام یک راسته از رده گوشتی‌بالگان است.